# Hyundai Accent WRC
De Hyundai Accent WRC is een rallyauto, gebaseerd op de Hyundai Accent en ingedeeld in de World Rally Car categorie, die door Hyundai werd ingezet in het Wereldkampioenschap Rally, tussen het seizoen 2000 en 2003.